# Johan Jørgen Lassen
Johan Jørgen Lassen (ca. 1700 på Sjælland – 29. januar 1767 i København) var en dansk maler.
Lassens baggrund er ukendt. Han tog borgerskab som maler i København 1733 og blev "ved General Løvenørns Recommendation" kaldt til Danmark 1734, rimeligvis fra Norge, for på Hirschholm Slot at male fremstillinger af Christian VI's norske Rejse og blev den 28. december 1736 udnævnt til hofmaler, men arbejdede også for en række adelsmænd. Han forandrede sit borgerskab fra maler til brygger i 1745. Senere sysselsattes han, som det synes, med dekorationsarbejde ved Christiansborg Slot og havde en strid med Nicolai Eigtved, som i 1744 nedsatte prisen på hans arbejde med over 2000 rigsdaler (6400 kroffler), hvilken sum dog senere ved en retskendelse (1747) blev ham godtgjort. Lassen havde bestalling som agende postmester på ruten København-Aalborg 1752-54. I 1754 indsendte han to "Perspektivstykker" til det ti dage før oprettede Kunstakademis præses, grev Adam Gottlob Moltke, som prøver på sin kunst, idet han gerne ville rejse udenlands, men først ansøger om at blive professor ved Akademiet. Under 8. april samme år fik han det afslag, at det "for nærværende Tid ikke kan lade sig gøre". Lassen arbejdede senere ved hoffet i Hannover. 
Han blev gift 1. gang med Ursula Margrethe Ehrhorn og 2. gang 4. maj 1740 i København med Elsabe Carstens (ca. 1720 - august 1756), datter af orgelbygger Lambert Daniel Carsens og Anne Schiøth. 3. gang ægtede han 23. juni 1758 i København Anna Catharine Stoppel (2. marts 1733 i København - 11. oktober 1804 smst.), datter af snedkermester NN Stoppel og NN.
Fra 1742 til 1755 ejede han landejendommen Gammel Holtegaard, der blev solgt til Lauritz de Thurah. 
Han er begravet på Trinitatis Kirkegård.